# ボビー・ブロッツァー
ボビー・ブロッツァー（Bobby_Blotzer、ロバート・ジョン・ブロッツァー（Robert John Blotzer）、1958年10月22日 - ）は、アメリカのミュージシャン。
ハードロック・バンド、ラットのドラマーとして最もよく知られている。

## 経歴
後にラットのバンドメイトとなるフアン・クルーシエと共に、カリフォルニア州トーランスのトーランス高校に通っていた。
1978年にドッケンを脱退し、ギターのロン・エイブラムスと共にファイアーフォックスを結成した。その後、1982年にラットのドラマーに就任した。現在は、Bobby Blotzer's Ratt Experienceのメンバーとして活動している。　